# Crema, cioccolata e... paprika
Crema, cioccolata e... paprika è un film italiano del 1981 diretto da Michele Massimo Tarantini. È stato distribuito anche con il titolo Crema, cioccolata e pa... prika.

## Trama
Il professor Osvaldo Bonifazi è il direttore di una clinica di lusso che appartiene alla moglie Eleonora. Nella gestione è coadiuvato dal nipote dottor Michele e dal tuttofare Ossobuco. Osvaldo ha anche un'attività secondaria che consiste in una fabbrica di scatolame pronta per l'inaugurazione. In realtà, questa è solo una copertura per spedire in tutto il mondo e senza controlli il denaro delle persone che si rivolgono a lui per tale servizio. L'arrivo di "Bebè", una dietologa raccomandata dall'onorevole Mazzetta su richiesta del professore, crea scompiglio nella clinica.
Oltre al professore, anche Michele viene affascinato dalla bella Bebè ed entrambi si daranno battaglia per corteggiarla. La moglie Eleonora se la intende da tempo con l'onorevole Mazzetta, moralista in pubblico ma opportunista in privato. Ossobuco perde la testa per la finta, e per nulla attraente, dietologa impersonata da Matteo Pietrasecca. Dopo una lunga serie di avance, equivoci, imprevisti, figuracce, inganni e altro ancora, il professor Bonifazi e Ossobuco finiscono in carcere per traffico di valuta e spaccio di denaro falso, Michele riesce a conquistare la reticente Bebè, Eleonora e l'onorevole Mazzetta escono dalla clandestinità e Matteo se ne va alle Bahamas a godersi il denaro sottratto al professore.

## Produzione
Fra gli sceneggiatori del film spicca il nome di Giuseppe Greco, qui anche attore, figlio del mafioso Michele Greco. Pare infatti che sia stata la famiglia Greco a finanziare questo film, per soddisfare le velleità artistiche del figlio del boss. Fu anche a causa di questo film che si concretizzò l'accusa di associazione mafiosa nei confronti di Franco Franchi. Altri attori come Barbara Bouchet e Giorgio Bracardi hanno affermato che non sapevano con chi avevano a che fare.

## Distribuzione
Il film, nonostante il cast di richiamo che andò anche a Domenica in... a pubblicizzare il film, ebbe una distribuzione limitata (a cura della Linea Cinematografica Internazionale) principalmente in Sicilia, ma anche a Roma e non venne mai pubblicato in vhs. È stato pubblicato in dvd dalla Mustang Entertainment solo dal 7 febbraio 2023.